# Gremiasco
Gremiasco (piemontiul: Gremiasch) település Olaszországban, Piemont régióban, Alessandria megyében. Lakosainak száma 280 fő (2023. január 1.). Gremiasco Brignano-Frascata, Cecima, Montacuto, San Sebastiano Curone, Bagnaria, Fabbrica Curone, Ponte Nizza és Varzi községekkel határos.

## Népesség
A település lakossága az elmúlt években az alábbi módon változott:
| Lakosok száma | 320  | 318  | 280  |
|               | 2017 | 2018 | 2023 |